# Tina Kandelaki
Tina Kandelaki (en ruso: Тина Канделаки, en georgiano: Тинатин Канделаки) (Tiflis, Unión Soviética; 10 de noviembre de 1975) es una periodista, presentadora de televisión, productora y empresaria rusa. Es copropietaria de la empresa Apostol.

## Primeros años
Kandelaki nació en Tiflis, Georgia. El padre de Tina, Givi Kandelaki (1942-2009), economista georgiano y director de un depósito de verduras en Tiflis, se mudó a Moscú al jubilarse. Y su madre, Elvira Kandelaki (apellido de soltera Alakhverdova), es una narcóloga de ascendencia mitad armenia y mitad turca.
Kandelaki se graduó en la escuela secundaria número 64 de Tiflis. En 1993, Tina se matriculó en la Universidad Estatal de Tiflis, donde estudió periodismo. En 2008, se graduó en el Departamento de Asuntos Exteriores de la Universidad Estatal de Humanidades de Rusia. Trabajó para Radio 105 en su ciudad natal hasta 1995, cuando comenzó a trabajar para estaciones de radio y televisión en Moscú.

## Carrera
En septiembre de 2002, Kandelaki presentó el programa de entrevistas Details en el canal STS. En febrero de 2003, presentó el programa de televisión The Cleverest.
En 2006, Kandelaki presentó un programa político semanal en Eco de Moscú (emisora de radio rusa) junto con Sergey Dorenko. En 2008, presentó Unreal Politics, un programa que se transmitió por NTV. El programa comenzó como un proyecto experimental en línea. En 2009, presentó Two Stars, un programa de televisión en Channel One, y trabajó como productora de Infomania, un programa de televisión de STS. También en 2009, apodó a Juárez, uno de los conejillos de indias de la película G-Force producida por Walt Disney Pictures. En 2010 fue miembro del jurado de la KVN Top-League.
También en 2010, fue presentadora de televisión del programa Perfect Man. También fue miembro del jurado de Bolshaya Raznitsa, un programa de parodia presentado en Odesa (Channel One Russia). Del 22 de septiembre de 2010 al 19 de enero de 2011 condujo el programa del autor Alternatina en la emisora de radio Vesti FM, junto con el productor jefe de la emisora de radio Anatoly Kuzichev. En diciembre de 2012, finalizaba The Cleverest, que presentaba desde 2003.
Del 17 de febrero a junio de 2013, condujo el programa de entrevistas políticas en NTV Iron Ladies junto con Margarita Simonián. Desde el 17 de septiembre de 2020 al 16 de febrero de 2022 fue conductora del programa "Special Guest" de RTVI. El 8 de septiembre de 2021 fue nombrada directora general adjunta de Gazprom Media y directora general de Gazprom Media Entertainment Television. El 9 de febrero de 2022 fue nombrada directora en funciones del canal TNT.

## Vida personal
Kandelaki está casada con Vasily Brovko, desde 2014. Tiene dos hijos: Leonti, de 20 años, el cual tuvo de su matrimonio anterior; y Melania, de su actual matrimonio. En cuanto a su hijo varón, algunos de sus críticos señalaron su postura a favor de la guerra y preguntaron por qué no se ofreció como voluntario para luchar en Ucrania. En enero de 2025 se anunció que tenía un tercer hijo.
El 26 de noviembre de 2006, Kandelaki estuvo involucrada en un accidente automovilístico en Niza, Francia. Iba de pasajera en un Ferrari Enzo conducido por el empresario y oligarca ruso Suleyman Kerimov cuando el coche se salió de la carretera y se estrelló contra un árbol. Se desconoce la causa del accidente automovilístico. Kerimov resultó gravemente herido y fue trasladado de urgencia al hospital.

### Posturas políticas
En noviembre de 2007, Kandelaki condenó la política del presidente georgiano Mikheil Saakashvili. Ella mencionaba que «un hombre que actuaba como portavoz de la democracia en Georgia resultó ser un tirano medieval».
Desde octubre de 2009, Kandelaki es miembro de la Cámara Pública de la Federación Rusa por invitación del entonces presidente ruso Dmitry Medvédev.
En 2011, firmó la llamada Carta 55 (un discurso público de representantes públicos contra el socavamiento informativo de la confianza pública en el sistema judicial ruso) que condenaba la presión ejercida sobre el sistema judicial durante los juicios contra los jefes de la compañía Yukos.
En febrero de 2022, Kandelaki expresó su apoyo a la invasión rusa de Ucrania. El 18 de marzo, habló en el mitin de Vladímir Putin en Moscú para celebrar la anexión de Crimea de Ucrania y justificar la operación militar especial a gran escala. En junio de 2022, junto con su marido, fue incluida en la Lista SDN de la OFAC.
En enero de 2024, se le prohibió la entrada a Kazajistán por sus comentarios en línea en los que alegaba discriminación contra el idioma ruso en el país centroasiático. Kandelaki había criticado previamente el plan de Kazajistán de sustituir los nombres rusos de las estaciones de tren por nombres kazajos, lo que causó indignación.